# Carrasco Bonito
Carrasco Bonito est une municipalité brésilienne située dans l'État du Tocantins.